# Остробудкі
Остробудкі (пол. Ostrobudki) — село в Польщі, у гміні Пакослав Равицького повіту Великопольського воєводства.
Населення — 162 особи (2011).
У 1975-1998 роках село належало до Лешненського воєводства.

## Демографія
Демографічна структура станом на 31 березня 2011 року:
|          | Загалом | Допрацездатний вік | Працездатний вік | Постпрацездатний вік |
| -------- | ------- | ------------------ | ---------------- | -------------------- |
| Чоловіки | 88      | 24                 | 59               | 5                    |
| Жінки    | 74      | 19                 | 48               | 7                    |
| Разом    | 162     | 43                 | 107              | 12                   |